# Nastocerus
Nastocerus is een kevergeslacht uit de familie van de boktorren (Cerambycidae). De wetenschappelijke naam van het geslacht werd voor het eerst geldig gepubliceerd in 1897 door Fairmaire.

## Soorten
Nastocerus omvat de volgende soorten:
- Nastocerus annulicornis (Fairmaire, 1899)
- Nastocerus brevipennis (Fairmaire, 1903)
- Nastocerus longicollis (Fairmaire, 1901)
- Nastocerus maculicornis Fairmaire, 1897
- Nastocerus scutatus (Fairmaire, 1899)
- Nastocerus semitibialis (Fairmaire, 1898)
- Nastocerus vacheri (Fairmaire, 1901)